# More Than a Woman (Aaliyah)
More Than a Woman is een single van de zangeres Aaliyah, afkomstig van het album, dat ook Aaliyah heet. De single werd genomineerd voor een Grammy Award voor beste vrouwelijke R&B act.

## Tracklist
1. "More Than a Woman" (albumversie)
2. "More Than a Woman" (Bump N' Flex Club-mix)
3. "One in a Million"

## Hitlijsten
Op 13 januari 2002 werd "More Than a Woman" de eerste en tot dan toe enige nummer 1-hit van Aaliyah in Engeland. In de Verenigde Staten haalde de single slechts de 25e plaats, maar stond wel 24 weken lang in de lijst. Verder werd de eerste plaats bereikt in Ierland en Zwitserland.